# Curtis Fuller (giocatore di football americano)
Curtis Lee Fuller (Fort Worth, 5 luglio 1978) è un ex giocatore di football americano e allenatore di football americano statunitense che ha militato nel ruolo di linebacker nella National Football League (NFL).

## Carriera
Al college Fuller giocò a football a TCU. Fu scelto nel corso del quarto giro (127º assoluto) del Draft NFL 2001 dai Seattle Seahawks. Vi giocò per due stagioni, con un massimo di 36 tackle e un intercetto nel 2002. Nel 2003 passò ai Green Bay Packers dove rimase fino alla prima parte della stagione 2004, dopo di che passò ai Carolina Panthers con cui concluse l'annata e la carriera da giocatore.